# 约西普·弗兰克

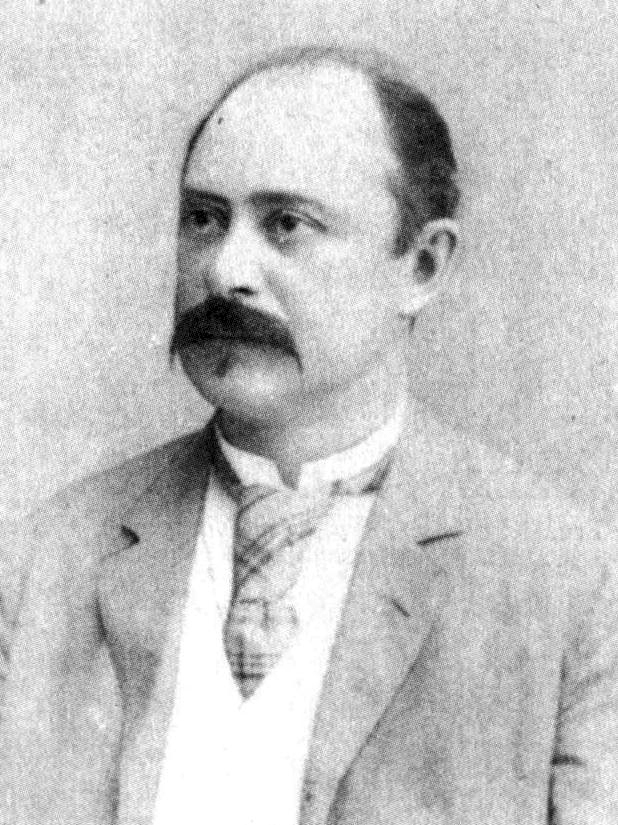
约西普·弗兰克

约西普·弗兰克（Josip Frank，1844年4月16日—1911年12月17日）是一位克罗地亚律师、政客，民族主義者，他支持大克罗地亚，是权利党籍克羅埃西亞國會議員，他主张克罗地亚民族要从奥匈帝国的统治下独立出来。

## 早期生活
弗兰克生于一个克罗地亚犹太人家庭，但在18岁时皈依天主教會。他在奧西耶克的一所文理中学中就讀。 1868年，他從维也纳大学法律專業畢業。 1872年，弗兰克移居萨格勒布并成为一名律師。